# Ziljska dolina
Ziljska dolina (nemško Gailtal) je približno 90 kilometrov dolga dolina reke Zilje od vrha Lesne doline do Šmohorja in Beljaka na Koroškem v Avstriji in ima površino približno 530 km².

## Geografija
Ziljska dolina poteka v smeri vzhod – zahod in je del periadriatskega šiva, ki ločuje Južne Alpe od Centralnih Alp. Na severu jo obdajajo Ziljske Alpe (z značilno goro Dobrač na jugovzhodu), na jugu pa Karnijske Alpe. Pri izviru Zilje (izvira na vzhodnem Tirolskem) je dolina ozka in globoka (tukaj se imenuje tudi Lesna dolina /Lesachtal), proti vzhodu pa se razširi do treh kilometrov. Dolinsko dno v tem delu je ravno in večinoma mokrotno, saj reka v tem delu večkrat poplavlja. Dolino s strmimi pobočji in širšim večinoma ravnim dnom je izoblikoval Ziljski ledenik, ki se je pri Beljaku združil z Dravskim ledenikom in zapustil veliko morenastega gradiva. Pritoki, ki so se izlivali v reko Ziljo, so nasuli več manjših vršajev, ki so sušni in primerni za kmetijstvo. Tam, kjer so vršaji zavirali odtok, pa je dno doline mokrotno. V spodnjem toku je za dolino v razdalji približno deset kilometrov značilen tako imenovani Schütt, območje odlaganja dveh mogočnih plazov, ki sta padla z Dobrača (vzhodno vznožje Ziljskih Alp) v prazgodovini in v letu 1348.

### Podnebje
V Ziljski dolini se pojavljajo sredozemski podnebni vplivi, zlasti glede na razporeditev padavin in višjih temperatur, glede na to da je povprečna višina doline približno 500 m.

### Prehodi
Ziljska dolina je precej zaprta in se na široko odpre le pri Beljaku (ob izlivu Zilje v Dravo) v Celovško kotlino in v italijansko Kanalsko dolino. Tu je eden najnižjih prečnih prehodov iz Srednje Evrope čez Alpe v Sredozemlje prek prelaza Vrata - Megvarje (Thörl-Maglern ali samo Megvarje/Maglern, 647 m) mimo Trbiža v Kanalsko dolino in naprej v Furlanijo oz. Padsko nižino. Preko Karnijskih Alp so iz Ziljske doline v Italijo vodijo še naslednji prehodi:
- cestni Prelaz Ploče (Plöckenpass / Passo di Monte Croce Carnico med Tolmečem in Kočami-Muto / Kötschach-Mauthen, 1360 m),
- cestni prelaz Mokrine / Nassfeldpass med Tabljo in Šmohorjem, 1552 m),
- gorski prelaz Oefnerjoch / Forni Avoltri - Lesna dolina / Lesachtal, 2301 m,
- gorski prelaz Wolayer Pass / Forni Avoltri - Koče - Muta / Kötschach-Mauthen, 1922

Proti zahodu se Ziljska dolina ob zgornjem toku Zilje nadaljuje proti Vzhodni Tirolski, kjer se cesta strmo spusti v zahodno Pustriško dolino (Hochpustertal) ob zgornjem toku reke Drave. Na sever je iz Štefana na Zilji možen prehod preko Ziljskih Alp (preval Ovršje ali Vršje, nem. Windische Höhe) v Dravsko dolino oz. Bistrico ob Dravi (nem. Feistritz an der Drau), kamor vodi tudi Prelaz Ziljski vrh (Gailberg) in Višprije (Weissbriach).

## Prebivalstvo
Ziljska dolina je najzahodnejše ozemlje prvotne poselitve Slovencev, ki so še v 19. stoletju popolnoma prevladovali na podeželju, le na bolj industrializiranem področju Podkloštra jih je bilo manj. Leta 1991 pa je bilo od skupnega števila 26.598 prebivalcev Ziljske doline le še 849 slovensko govorečih.
Medtem ko je Zgornja Zilja nemško govoreča, se je vzhodno od Šmohorja v Spodnji Zilji ohranilo slovensko prebivalstvo s svojim narečjem (glej Slovenska narečja). Ziljska dolina je bila v bistvu germanizirana iz Vzhodne Tirolske in Dravske doline. Temu primerno sega tirolsko narečje na Koroško skozi celotno Lesachtal. Narečje gailtalerisch, ki se govori v spodnjem toku Zilje, ima jasen zgornjekoroški značaj.
Posebej visok delež protestantov imata okrožji Hermagor in Beljaška dežela (po več kot dvajset odstotkov). V tem kontekstu velja omeniti Molitveno hišo strpnosti Watschiger.

## Naselja
V Ziljski dolini leži več naselij: Bače, Baško jezero, Bekštanj, Bistrica na Zilji, Brdo, Brnca, Čajna, Diča vas, Drobolje, Goriče, Loče, Marija na Zilji, Mlinče, Ovršje, Peče, Podklošter, Podturje, Preseško jezero, Sovče, Straja vas, Šentlenart pri Sedmih studencih, Šmohor, Štefan na Zilji, Rut nad Baškim jezerom, Rute nad Ločami, Rute nad Maloščami, Rute pri Melvičah, Vrata, Zagoriče, Ziljica

## Gospodarstvo
Za Ziljo je bilo tradicionalno značilno kmetijstvo, konjereja in furmanstvo. Veliko je bilo alpskih vasi.
Z upadom kmetijstva zdaj v bistvu živi od turizma (Nassfeld, Karnischer Höhenweg, Pressegger See). Lesachtal (Lesna dolina) je še posebej zavezana trajnostnemu turizmu. V Ziljski dolini so tri gorniške vasi: tirolski Gailtal, občina Lesachtal in mesto Mauthen. Gorniške vasi so mednarodna pobuda Alpskega kluba. V Šmohorju so podjetja in lahka industrija.